# Omni Shoreham Hotel
El Omni Shoreham Hotel es un complejo histórico y un hotel de convenciones en el noroeste de Washington D. C., construido en 1930 y propiedad de Omni Hotels. Está ubicado a una cuadra al oeste de la intersección de Connecticut Avenue y Calvert Street. Es conocido por ser un lugar habitual para Mark Russell y Capitol Steps. Es miembro de Historic Hotels of America, el programa oficial del National Trust for Historic Preservation.

## Historia

### Primer Hotel Shoreham

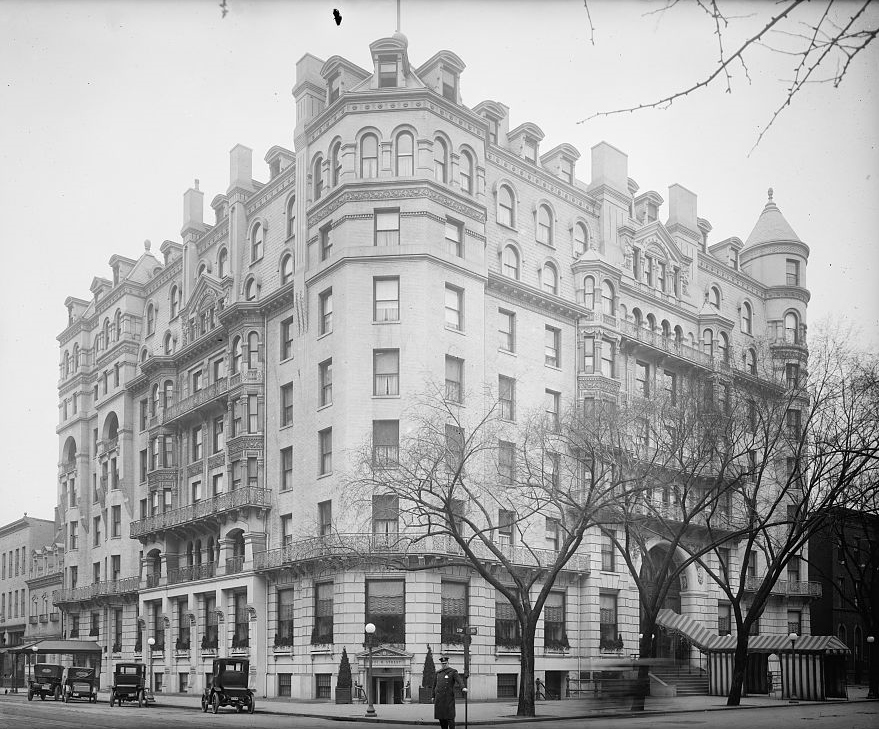
El primer hotel Shoreham, alrededor de 1916

El primer hotel Shoreham fue construido en 1887 por el vicepresidente de los Estados Unidos, Levi P. Morton. Fue diseñado por la firma de Nueva York de Hubert, Pirrson & Company y estaba ubicado en 15th y H Streets NW. Morton nombró al hotel por su lugar de nacimiento, Shoreham, Vermont. El hotel se amplió en 1890 y se renovó por completo en 1902 y 1913. El Shoreham quebró en 1927 y fue vendido al desarrollador Harry Wardman, quien demolió el hotel en 1929 y lo reemplazó con el edificio de oficinas Shoreham, diseñado por Mihran Mesrobian. Esa estructura se convirtió en un hotel en 2002, convirtiéndose en el Sofitel Washington DC Lafayette Square.

### Segundo Hotel Shoreham
El moderno Shoreham Hotel fue construido por el desarrollador Harry M. Bralove como un complejo hotelero, ubicado en el frondoso vecindario de Woodley Park, en las afueras del corazón de la ciudad. El hotel fue diseñado por el arquitecto de Washington Joseph Henry Abel. La construcción comenzó en 1929 y el hotel celebró su gran inauguración el 30 de octubre de 1930, con una fiesta a la que asistieron 5000 personas. El enormemente popular cantante Rudy Vallée fue contratado para tocar en la gran inauguración, pero tuvo que volar después de un espectáculo nocturno programado en el Teatro Paramount de Brooklyn. El pequeño avión de Vallée se encontró con una tormenta después de salir del aeropuerto de Newark y se vio obligado a aterrizar en el aeropuerto central de Camden. Vallée dio un concierto improvisado allí, mientras él y su banda esperaban que el clima se despejara. Finalmente llegaron al Bolling Field de Washington a las 3:15 a. m. y se dirigieron al Shoreham. Actuaron para los 1000 invitados restantes de 4:15 a 4:30 a. m., antes de partir hacia Washington Union Station, para tomar un tren de regreso a Nueva York para un ensayo a las 8 a. m.
El 4 de marzo de 1933, se llevó a cabo en el hotel el primer baile inaugural del presidente Franklin D. Roosevelt. El hotel se equipó con una rampa y un ascensor especiales para acomodar las necesidades del nuevo presidente, quien usó una silla de ruedas debido a su discapacidad física. Posteriormente, Shoreham ha albergado bailes inaugurales para todos los presidentes posteriores del siglo XX. El presidente Bill Clinton tocó el saxofón en su baile inaugural celebrado en el hotel el 21 de enero de 1993.

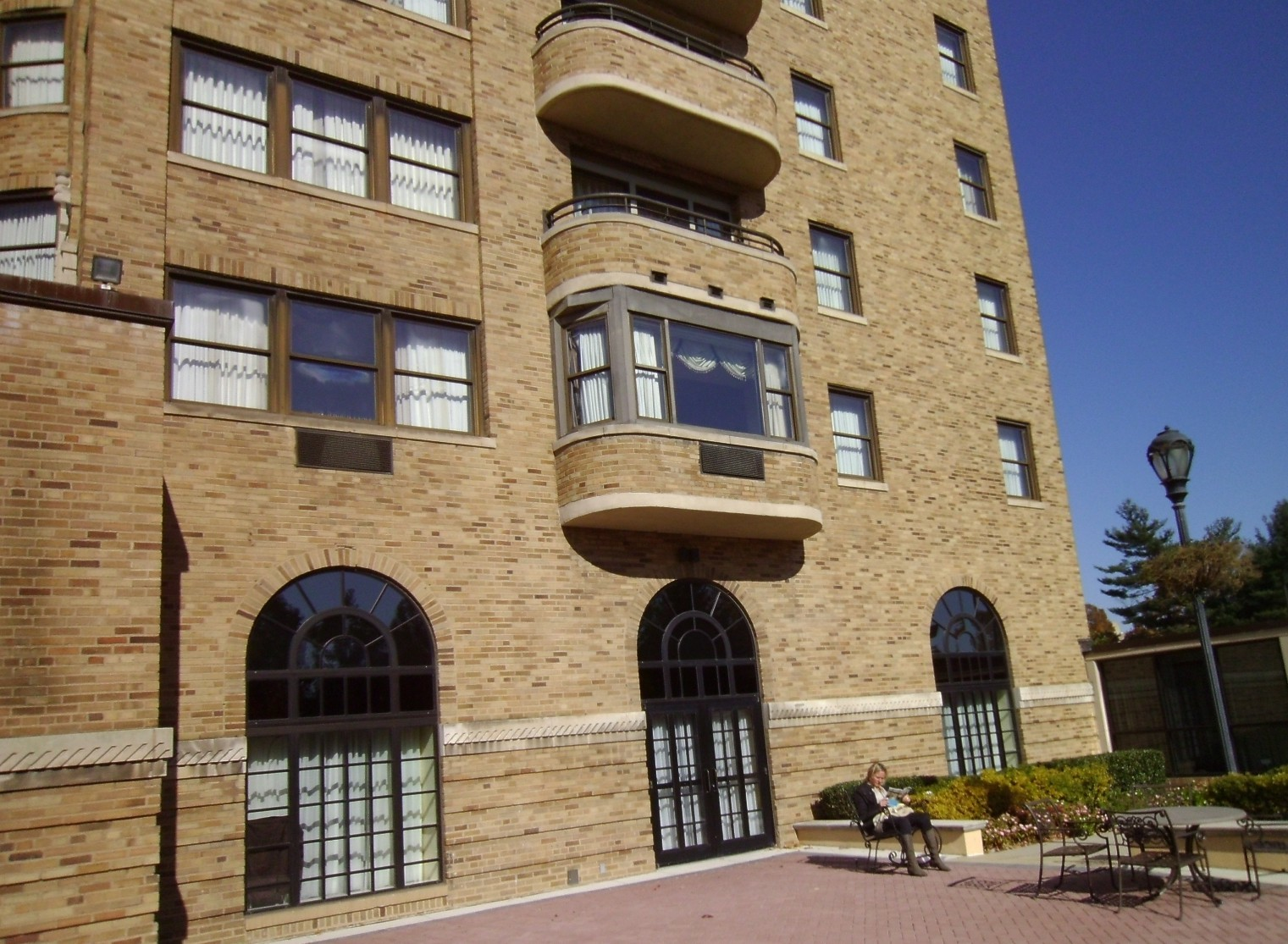
El balcón acristalado de la suite Roosevelt en el hotel Shoreham, la casa de Manuel L. Quezon durante la guerra entre 1942 y 1944

El presidente filipino Manuel L. Quezon tenía su residencia oficial en el Hotel Shoreham, durante el período en que se estableció el gobierno en el exilio de la Commonwealth de Filipinas en Washington D. C. desde mayo de 1942 hasta su muerte en agosto de 1944. La suite del tercer piso (la suite Franklin D. Roosevelt ) en la que se hospedaron él y su familia estaba completamente cerrada, y el balcón acristalado todavía se puede ver hasta el día de hoy. Durante ese tiempo, las banderas de Filipinas y Estados Unidos ondearon fuera del hotel.
El Dr. Chris Lambertsen demostró su Unidad Respiratoria Anfibia Lambertsen (LARU) MK II, un rebreather de oxígeno, a personas que estaban en el proceso de formar una unidad marítima para la Oficina de Servicios Estratégicos (OSS) en noviembre de 1942 en el Hotel Shoreham.
En 1944, Ed Heinemann de Douglas Aircraft diseñó el AD-1 Skyraider en el reverso de un sobre durante la noche en Shoreham cuando llegó a Washington y descubrió que la Marina de los EE. UU. había realizado cambios de última hora en su solicitud de reemplazo del SBD Dauntless. Bomba de buceo.
El Shoreham fue en gran parte un hotel residencial hasta 1950, cuando comenzó a convertirse para albergar huéspedes transitorios. A lo largo de los años, ha sido el hogar en Washington de muchos políticos prominentes, incluido el senador Stuart Symington de Misuri. A fines de la década de 1940 y principios de la de 1950, cuando era el primer secretario de la Fuerza Aérea, Symington era conocido por recibir al presidente Harry S. Truman para juegos de póquer que duraban toda la noche.
El 10 de febrero de 1964, los Beatles reservaron todo el séptimo piso del hotel por una noche mientras estaban en Washington para dar un concierto en el Washington Coliseum durante su primera gira estadounidense. Más tarde ese año, en diciembre, Denny Doherty realizó su primer espectáculo con John Phillips y Michelle Phillips, como The New Journeymen. Con la incorporación de Cass Elliot, pasarían a ser conocidos como The Mamas & the Papas. La Conferencia de Acción Política Conservadora tuvo lugar en el Omni desde 2006 hasta 2009.
En 1973, el hotel fue vendido a MAT Associates del inversionista inmobiliario de Chicago Lester Meilman. Contrataron a Americana Hotels, la división de hospitalidad de American Airlines, para administrar el hotel, que pasó a llamarse Shoreham Americana Hotel. En 1980, Dunfey Hotels, la división hotelera de Aer Lingus, compró el hotel en sociedad con el desarrollador de Nueva York William Zeckendorf Jr. Dunfey asumió la administración en enero de 1980 y cambió el nombre del hotel a The Shoreham, un Dunfey Hotel. En 1983, Dunfey Hotels adquirió Omni International Hotels, formando una nueva cadena, Omni Hotels & Resorts. El hotel pasó a llamarse Omni Shoreham Hotel en 1985.
Apareció en la película de 1987 No Way Out, cuando en un baile inaugural el personaje interpretado por Kevin Costner, el comandante Tom Farrell, conoce por primera vez al personaje Susan Atwell interpretado por Sean Young. En la película Shattered Glass de 2003 sobre el escándalo periodístico en The New Republic perpetrado por Stephen Glass, el hotel se menciona por su nombre y se representa una versión ficticia, ya que Glass afirma haber asistido a una conferencia de Jóvenes Republicanos celebrada allí.

## Ghost Suite
Los propietarios del hotel aceptaron a Henry L. Doherty como socio financiero minoritario.  Doherty y su familia se mudaron a un apartamento (ahora Suite 870) en el hotel, junto con su criada, Juliette Brown. Unos meses después de que los Doherty se mudaran al departamento, su criada murió en la noche. La hija de Dohertys, Helen, vivió hasta los 50 años y murió en Dinamarca. Ella no murió en la suite. Los Doherty se mudaron y el apartamento permaneció desocupado durante casi 50 años. El apartamento fue renovado en una suite de hotel. Pero los huéspedes y el personal del hotel comenzaron a contar historias de voces débiles, brisas frías, puertas que se cerraban y abrían por sí solas, y televisores y luces que se encendían y apagaban por sí solos. Los huéspedes de las suites contiguas se quejaban de los ruidos provenientes de la Suite 870 cerrada y vacía Otros ocupantes dicen que los muebles se encontrarían fuera de lugar, y el personal del hotel dijo que sus carritos de limpieza se moverían solos. El Omni Shoreham Hotel ha llamado a la habitación "Ghost Suite". Todd Scartozzi, gerente de Omni Hotels, se quedó en la Suite Fantasma con su familia y observó que la luz de un vestidor se encendía y se apagaba por sí sola.

## Clasificación
La AAA le dio cuatro diamantes de cinco en 2001, calificación que ha mantenido todos los años y recibió cuatro diamantes nuevamente en 2016.  Forbes Travel Guide (anteriormente conocida como Mobil Guide) se negó a otorgar al hotel cuatro o cinco estrellas en 2016 y no lo incluyó en su lista de hoteles "recomendados".
En marzo de 2017, Cvent, una empresa de gestión de eventos, clasificó al Omni Shoreham en el puesto 79 en su lista anual de los mejores hoteles para reuniones de EE. UU.